# ذخیره هیدروژن زیرزمینی
ذخیرهٔ زیرزمینی نیتروژن عبارت از عمل ذخیرهٔ هیدروژن در حفرهای زیرزمینی، گنبدهای نمکی و میدان‌های نفت/گاز تخلیه شده می‌باشد. مقادیر زیادی هیدروژن گازی در حفرات زیرزمینی توسط ICI سال‌ها بدون هیچ مشکلی ذخیره شده‌است. ذخیرهٔ مقادیر زیاد هیدروژن زیرزمینی در گنبدهای نمکی، آبخوان‌ها یا حفرات سنگی حفاری شده یامعادن می‌تواند به عنوان ذخیرهٔ انرژی شبکه عمل کند که برای اقتصاد هیدروژن ضروری است. با استفاده از turboexpander نیاز الکتریسیته برای ذخیرهٔ فشرده در ۲۰۰ بار به میزان ۱/۲ درصد مقدار انرژی می‌رسد.

## ترمینال شورون فیلیپس کلمنس
ترمنیال شورون فیلیپس کلمنس در تگزاس از دههٔ ۱۹۸۰ در حال ذخیرهٔ هیدروژن در یک حفرهٔ نمکی می‌باشد. سقف این حفره حدود ۲۸۰۰ فوت (۸۵۰ متر) زیرزمین است. این حفره استوانه‌ای با قطر ۱۶۰ فوت (۴۹ متر)، ارتفاع ۱۰۰۰ فوت (۳۰۰ متر) و ظرفیت هیدروژن قابل استفادهٔ ۱۰۶۶ میلیون فوت مکعب یا ۲۵۲۰تون مترک می‌باشد (۲۴۸۰ تن بلند؛ ۲۷۸۰ تن کوتاه).

## پیشرفت‌ها
- آزمایشگاه‌های ملی ساندیا در سال ۲۰۱۱ یک چارچوب آنالیز هستهٔ چرخهٔ زندگی را برای ذخیرهٔ زمین‌شناختی هیدروژن منتشر کردند.[۱۰]
- پروژهٔ اروپایی هیوندر[۱۱] در سال ۲۰۱۳ نشان داد که برای ذخیرهٔ انرژی باد و خورشید به ۸۵ حفرهٔ دیگر نیاز است زیرا نمی‌تواند توسط سیستم‌های نیروگاه تلمبه ذخیره‌ای و CAES  پوشش داده شود.[۱۲]
- ETI در سال ۲۰۱۵ گزارشی را پیرامون نقش ذخیرهٔ هیدروژن در یک سیستم توان تمیز واکنشی منتشر کرده و در آن ذکر شد که بریتانیا دارای منابع بستر نمکی کافی برای فراهم کردن ده‌ها GWe می‌باشد.[۱۳]

## موارد زیر را نیز مشاهده کنید
- ذخیرهٔ انرژی شبکه
- زیرساخت‌های هیدروژن
- اقتصاد هیدروژن
- ژنراتور- توربواکسپندر هیدروژن
- توان به گاز
- خط زمانی تکنیک‌های هیدروژن